# Luciano Cilio
Luciano Cilio (Nápoles, 1950 – Nápoles, 21 de mayo de 1983) fue un músico y compositor italiano.

## Biografía

### Carrera
Luciano unió a sus estudios musicales, estudios en arquitectura y escenografía. Esencialmente autodidacta para la composición, colaboró en los años '60 con numerosos músicos italianos del área de la investigación. Siempre atento a la relación sonido/imagen, trabajó al final de aquellos años (en 1967), un proyecto de investigación sobre el argumento de una película cinematográfica y cinta magnética: WIND 1-2-3. También fue activo con la primera vanguardia teatral italiana colaborando con la música del espectáculo de la compañía napoletina Teatro ESTAS con la obra "Prometeo Atado" (de Esquilo/Rondò di Bacco, Florencia 1971) con la dirección de Gennaro Vitiello.
A partir de 1973 se dedica a una particular investigación de la “narración” musical sobre materiales atonales y concretos a través del estudio de la relación timbre/melodía.
En 1976 publica para la EMI italiana un trabajo discográfico que recoge parte de sus primeros trabajos para música de cámara (“Diálogos del presente” en 4 tiempos y un interludio para arcos, alientos, coral, piano y percusiones dirigidos por él mismo); además realiza para la Cramps Records una grabación discográfica que recoge parte de sus últimos trabajos, todavía inéditos.
En 1976 funda en Nápoles con C. Columbro y R. Piemontese el grupo de trabajo e investigación “Grupo '70”.  Algunos trabajos suyos han sido ejecutados por el pianista Eugenio Fels en un ciclo de conciertos en la sala Verdi della Casa para músicos de Milán y en la sala Martucci del Conservatorio de San Pietro a Maiella en Nápoles. Además fue gerente artístico de la exhibición artística “"Aspetti della musica a Napoli"” que tuvo lugar en la Iglesia de Santa Maria Donnaregina Vecchia (mayo y agosto '80). También fue fundador del “Ensemble Nueva Música” que se ocupaba  del estudio y la interpretación de trabajos de autores contemporáneos. Trabajó en colaboración con el arquitecto Fabrizio Ciancaleoni sobre las relaciones entre la arquitectura postmoderna y la transvanguardia musical.

### Muerte
La noche entre el 20 y el 21 de mayo de 1983 Lucianio Cilio se quitó la vida. Su memoria ha sido conservada gracias también a la obra de Girolamo De Simone quien ha publicado algunas composiciones conocidas y otras inéditas de Cilio ("Nápoles no canta", Konsequenz; "Del Universo assente", Die Schachtel).

## Discografía
- Dialogui Del Presente (1977, EMI Italiana)
- Dell'Universo Assente (2004, Die Schachtel; ristampa de "Diálogos Del Presente" con la agregada de composiciones inedite trascritte y ejecutadas de Girolamo De Simone)